# Ligne du Teil à Alès
La ligne du Teil à Alès est une ligne ferroviaire française à écartement standard et à voie unique non électrifiée unissant la moyenne vallée du Rhône et le bassin minier d'Alès.
Elle constitue la ligne no 805 000 du réseau ferré national.

## Chronologie
Déclaration d'utilité publique :
- du Teil à Robiac, le 11 juin 1863 ;
- de Robiac à Alès, le 7 juin 1854.

Concession :
- du Teil à Robiac, le 29 mai 1867 ;
- de Robiac à Alès, le 31 décembre 1852.

Dates d'ouverture :
- du Teil à Gagnières, le 22 mai 1876 ;
- de Gagnières à Robiac, le 11 septembre 1871 ;
- de Robiac à Alès, le 1er décembre 1857 (ainsi que de Bessèges à Robiac).

Fermeture au trafic voyageurs :
- du Teil à Robiac, le 9 mars 1969 ;
- de Robiac à Alès, le 7 juillet 2012 (ainsi que de Bessèges à Robiac)[2].

Fermeture au trafic fret :
- du Teil à Aubignas - Alba[Quand ?] ;
- d'Aubignas - Alba à Vogüé, 4 avril 1988[3] ;
- de Vogüé à Gagnières, le 1er décembre 1971[4] ;
- de Gagnières à Robiac, le 1er février 1979.

Déclassement :
- d'Aubignas - Alba à Grospierres (PK 674,460 à 717,020), le 20 septembre 1991[5] ;
- de Grospierres à Beaulieu - Berrias (PK 717,020 à 722,000), le 31 août 1989[1] ;
- de Beaulieu - Berrias à Robiac (PK 722,000 à 736,000), le 26 juillet 1973[6].

## Historique
Afin de faciliter le transport et trouver des débouchés pour les produits de ses mines, la Compagnie des houillères de Bessèges propose la création d'un chemin de fer de Bessèges à Alais. La ligne est concédée à Messieurs Deveau de Robiac, Émile Silhol et Varin d'Ainvelle par une convention signée le 7 juin 1854 avec le ministre des Travaux publics. Cette convention est approuvée à la même date par un décret impérial. Pour exploiter la ligne, les concessionnaires créent la Compagnie du chemin de fer de Bessèges à Alais en 1855. Le 17 mars 1855, durant les travaux de construction, elle signe un traité avec la Compagnie du chemin de fer de Lyon à la Méditerranée, lui confiant l'exploitation. En 1857, la ligne est mise en service de Bessèges à Alès après l'inauguration qui a lieu le 1er décembre. Cette même année, à la suite de fusions, la compagnie de Lyon à la Méditerranée devient la Compagnie des chemins de fer de Paris à Lyon et à la Méditerranée (PLM). Par un traité signé le 9 août 1865, la Compagnie des chemins de fer de Paris à Lyon et à la Méditerranée rachète la Compagnie du chemin de fer de Bessèges à Alais. Ce traité est approuvé par un décret impérial le 10 février 1866.
La ligne de Robiac au Teil, partie d'un « chemin de fer allant de la ligne de Nîmes à Alais, près d'Alais, à celle de Privas à Livron, près du Pouzin », est concédée à titre éventuel à la Compagnie des chemins de fer de Paris à Lyon et à la Méditerranée par une convention entre le ministre secrétaire d'État au département de l'Agriculture du Commerce et des Travaux publics et la compagnie signée le 1er mai 1863. Cette convention a été approuvée par un décret impérial le 11 juin 1863. Cette ligne est déclarée d'utilité publique par un décret impérial le 29 mai 1867, rendant la concession définitive. Le tracé de la ligne est fixé par un décret impérial le 2 avril 1870.
Lors de la mise en service de la totalité de la ligne d'Alès au Teil via Robiac en 1876, le tronçon de Bessèges à Robiac devient un court embranchement de 2,455 km en cul de sac, la ligne de Bessèges à Robiac.
Après la fermeture au trafic voyageurs du tronçon de Robiac au Teil, en 1969, les circulations sur le tronçon restant ont de nouveau pour terminus Bessèges.
Du fait du mauvais état de la voie, le trafic voyageurs est suspendu le 7 juillet 2012, la ligne est non-exploitée depuis cette date.

## Description de la ligne

### Infrastructure
Entre Gagnières et Robiac, il fut construit deux viaducs pour traverser la Ganière : le premier, originellement conçu en pierre de taille en 1871, finit par présenter des signes de faiblesse dus à l'exploitation minière souterraine. Un second viaduc, métallique et dotés de piles particulièrement disproportionnées, le remplaça en 1888 tandis que le premier viaduc fut déconstruit. Les tabliers métalliques du second viaduc disparaîtront pour leur part à la fin des années 1980, seules les piles subsistant.

## Matériel roulant ayant circulé sur la ligne
Les derniers trains de voyageurs qui ont circulé entre Robiac et Alès étaient assurés par des X 73500.

## Exploitation et trafic
De 1877 à 1935, un chemin de fer à voie étroite permettant d’évacuer le charbon des mines de Banne aboutissait le long de la ligne Le Teil - Alès, près de Gagnières.
La ligne était ouverte au trafic voyageurs entre Alès et Robiac (Relation ferroviaire Alès-Bessèges) jusqu’au 6 juillet 2012.
Le train touristique de l'Ardèche méridionale a circulé de 1992 à 2012 sur la section de ligne déclassée entre Saint-Jean-le-Centenier et Vogüé, l'exploitation est suspendue en 2012.
Début 2016, est annoncée la mise en service d'un vélorail pour le début de l'été 2016 sur la portion de voie comprise entre Saint-Jean-le-Centenier et Saint-Pons (près de l'ancienne gare d'Aubignas - Alba). L'ouverture au public a finalement eu lieu le 6 juillet 2016, et la fréquentation est au rendez-vous : 13 000 visiteurs pour la première année en 2016, puis 16 000 en 2017 

## Projets
Selon la nouvelle convention qui devrait être signée entre la SNCF et la région Occitanie le 22 mars 2018, la réouverture de la ligne au service des voyageurs entre Alès et Bessèges devrait intervenir entre 2018 et 2025,.
Un nouveau train touristique entre Saint-Jean-le-Centenier et l'auberge de Montfleury est à l'étude, à la suite du succès du vélorail ouvert en 2016.
Une voie verte, la Via Ardèche, a été aménagée entre Vogüé et Grospierres (24 km), et sera prolongée jusqu'à Saint-Paul-le-Jeune et Gagnières en 2023.